# Каменка (приток Велвы)
Каменка — река в России, протекает в Усольском и Кудымкарском районах Пермского края. Устье реки находится в 181 км по левому берегу реки Велва. Длина реки составляет 11 км.
Исток реки на Верхнекамской возвышенности в Усольском районе в 13 км к северо-востоку от села Каменка. Исток находится на водоразделе бассейна Иньвы с бассейном Уролки, рядом с Каменкой берёт начало сама Уролка. Река течёт на юго-запад, вскоре после истока перетекает в Кудымкарский район, всё течение проходит по ненаселённой всхолмлённой лесистой местности. Впадает в Велву выше села Каменка.

## Данные водного реестра
По данным государственного водного реестра России относится к Камскому бассейновому округу, водохозяйственный участок реки — Кама от города Березники до Камского гидроузла, без реки Косьва (от истока до Широковского гидроузла), Чусовая и Сылва, речной подбассейн реки — бассейны притоков Камы до впадения Белой. Речной бассейн реки — Кама.
По данным геоинформационной системы водохозяйственного районирования территории РФ, подготовленной Федеральным агентством водных ресурсов:
- Код водного объекта в государственном водном реестре — 10010100912111100008137
- Код по гидрологической изученности (ГИ) — 111100813
- Код бассейна — 10.01.01.009
- Номер тома по ГИ — 11
- Выпуск по ГИ — 1